# Uwais al-Qaranī
Uwais al-Qaranī (arabisch أويس القرني, DMG Uwais al-Qaranī; 7. Jahrhundert) war ein islamischer Mystiker (siehe auch Sufismus) und Zeitgenosse des Propheten Mohammed. Er gilt als der erste Sufi überhaupt.
Der Überlieferung nach stammt Uwais aus dem Ort Qaran im Jemen, daher auch sein Name al-Qarani. Als er vom Propheten Mohammed und dessen Lehren hörte, bat er seine pflegebedürftige und blinde Mutter um Erlaubnis, diesen besuchen zu dürfen. Sie antwortete ihm, dass er ihr Einverständnis habe, den Propheten einmal zu sehen, um dann sofort nach Hause zurückzukehren, da sie zu diesem Zeitpunkt krank war und niemand sie in seiner Abwesenheit hätte pflegen können. Sollte der Prophet zu Hause sein, werde er ihn treffen; falls er nicht zu Hause sein sollte, soll er sofort wieder in den Jemen zurückkehren.
Also trat Uwais eine dreimonatige Fußreise an, um vom Jemen bis nach Medina, der Stadt des Propheten, zu gelangen. Als er am Haus Mohammeds ankam, öffnete dessen Frau Aischa die Tür und sagte, ihr Ehemann sei nicht zu Hause, sondern auf der Rückkehr von einer Reise und würde erst einen Tag später ankommen.
Uwais mochte aber sein Versprechen gegenüber seiner Mutter nicht brechen. Deshalb gab er Aischa den Auftrag, seine Grüße dem Propheten zu übermitteln, und machte sich sofort wieder auf den Rückweg. Auf diese Weise kam Uwais al-Qarani nie dazu, den Propheten lebend zu treffen.
Später wurde in den Traditionen berichtet, dass Uwais al-Qarani nach dem Tod des Propheten Mohammed dessen "zweiter Mantel" zukam und er damit Ursprung einer unsichtbaren Linie der Übertragung sei. Der Überlieferung nach lebte er anschließend als Einsiedler in der Wüste. Auf ihn soll außerdem der älteste Sufiorden (tariqa) zurückgehen, wissenschaftliche Belege für diese frühen Sufis gibt es heute jedoch nicht. Die Organisation Maktab Tarighat Oveyssi Shahmaghsoudi, laut eigener Aussage eine Schule des Islamischen Sufismus, sieht sich in der Tradition von Uwais al-Qarani mit einer direkten spirituellen Linie (silsila), die bis auf ihn zurückgehen soll. Es handelt sich dabei um eine internationale, ausbildende, gemeinnützige Organisation mit Zentren in aller Welt.
| Personendaten    | Personendaten                                      |
| ---------------- | -------------------------------------------------- |
| NAME             | Uwais al-Qaranī                                    |
| KURZBESCHREIBUNG | Zeitgenosse des Propheten Muhammad und erster Sufi |
| GEBURTSDATUM     | 6. Jahrhundert                                     |
| STERBEDATUM      | um 657                                             |